# Stakasjön
Stakasjön är en sjö i Skara kommun i Västergötland och ingår i Göta älvs huvudavrinningsområde. Sjön har en area på 0,0528 kvadratkilometer och ligger 129,2 meter över havet. Stakasjön ligger i Höjentorp-Drottningkullen Natura 2000-område. Eggby kyrka och Eggbysjön ligger väster om sjön.

## Delavrinningsområde
Stakasjön ingår i det delavrinningsområde (648003-137551) som SMHI kallar för Utloppet av Eggbysjön. Medelhöjden är 170 meter över havet och ytan är 3,79 kvadratkilometer. Det finns inga delavrinningsområden uppströms utan avrinningsområdet är högsta punkten. Vattendraget som avvattnar avrinningsområdet har biflödesordning 5, vilket innebär att vattnet flödar genom totalt 5 vattendrag innan det når havet efter 266 kilometer. Delavrinningsområdet består mestadels av skog (31 %), öppen mark (11 %) och jordbruk (52 %). Avrinningsområdet har 0,22 kvadratkilometer vattenytor vilket ger det en sjöprocent på 5,8 %.